# Aphonoides suvae
Aphonoides suvae är en insektsart som först beskrevs av Andrej Vasiljevitj Gorochov 1986.  Aphonoides suvae ingår i släktet Aphonoides och familjen syrsor. Inga underarter finns listade i Catalogue of Life.